# Hoya pruinosa
Hoya pruinosa là một loài thực vật có hoa trong họ La bố ma. Loài này được (Blume) Miq. mô tả khoa học đầu tiên năm 1857.